# So What (Field Mob)
So What (in italiano: Così Che) è il primo singolo del gruppo hip hop statunitense Field Mob estratto dall'album Light Poles & Pine Trees. È stato prodotto da Jazze Pha e vi ha partecipato la cantante R&B Ciara.

## Informazioni
La canzone risulta essere l'unica vera hit di successo del gruppo. Ha raggiunto infatti la posizione n.10 nella classifica Billboard Hot 100, la n.4 nella Hot R&B/Hip-Hop Songs e la n.3 nella Hot rap Tracks, diventando il primo singolo dei Field Mob e il sesto di Ciara ad entrare in Top 10. In Regno Unito ha raggiunto la posizione n.56.
Il videoclip include i cameo di Bobby Valentino e Jazze Pha.

## Classifiche
| Classifica (2006)                     | Posizione raggiunta |
| ------------------------------------- | ------------------- |
| Billboard Hot 100 (USA)               | 10                  |
| Billboard Hot R&B/Hip-Hop Songs (USA) | 4                   |
| Billboard Hot Rap Tracks (USA)        | 3                   |
| Billboard Pop 100 (USA)               | 13                  |
| Billboard Hot Digital Songs (USA)     | 18                  |
| ARIA Singles Chart (Australia)        | 40                  |
| Official Singles Chart (UK)           | 56                  |